# Las Condes
Las Condes is een gemeente in de Chileense provincie Santiago in de regio Región Metropolitana. Las Condes telde 294.838 inwoners in 2017.
- Virtual International Authority File: 244658785